# Kanenur, Nanjangud
Kanenur là một làng thuộc tehsil Nanjangud, huyện Mysore, bang Karnataka, Ấn Độ.